# Snorri Sturluson
Snorri Sturluson (1179 Hvammur, Breiðifjörð – 23. září 1241 Reykholt) byl islandský historik, básník a politik.

## Život
Snorri pocházel z mocného a váženého rodu Sturlungů, který se ve Snorriho době stal nejmocnějším na Islandu a zapsal se do dějin jako věk Sturlungů. V dětství byl Snorri poslán na vychování k Jónovi Loftssonovi na dvorec Oddi, jenž byl důležitým kulturním centrem středověkého Islandu. Zde ve škole, kterou založil Jónův dědeček Sæmund Moudrý, získal vzdělání v latině, rétorice, teologii, geografii, islandských zákonech a genealogiích a v norské a islandské historiografii.
Když Jón Loftsson zemřel, bylo Snorrimu devatenáct let. Za dva roky se výhodně oženil s Herdis, dcerou bohatého kněze a velmože na Borgu na západním Islandu, někdejším sídle nejslavnějšího islandského pěvce skaldské poezie Egilla Skalagrímssona. Později získal další statky, z nichž na Reakjaholtu si zřídil trvalé sídlo.
V letech 1215–1218 byl zákonopravcem sněmu althingu, což byl nejvyšší úřad v zemi.
V letech 1218–1220 podnikl svou první cestu do Norska, kde byl s poctami přijat ještě nezletilým králem Haakonem Haakonarssonem a jarlem Skúlim, který říši spravoval. Na jejich počest napsal Snorri oslavnou báseň Háttalal (Výčet meter).
V té době se vztahy mezi Norskem a Islandem začaly rapidně zhoršovat a jarl Skúli se chystal vyslat na Island vojsko. Snorri se nabídl jako prostředník a slíbil Norům spojenectví, čímž si po návratu do vlasti získal nenávist svých krajanů. Na Islandu ale v zájmu Norů nic nepodnikl a tím si zase získal nepřátelství norského krále. Místo toho výhodnými sňatky svých dcer a spojenectvími rozšiřoval svůj majetek a politickou moc a v letech 1222–1231 byl opět zákonopravcem altingu. V této době (1220–1235) také Snorri budoval své literární dílo. V pozici nejmocnějšího muže Islandu se však Snorri neudržel dlouho. Manželství jeho dcer mělo krátké trvání, Snorri upadl do majetkových sporů se svými zeti a z bývalých spojenců se stali nepřátelé. Jeho bratr Sighvat a synovec Sturla ho přepadli a vypudili z Reykholtu.
Rok nato (1237) odejel do Norska, kde se ponejvíce zdržoval na dvoře Skúliho, který již povýšil na vévodu a činil si nároky na norskou korunu. Zde za dva roky dostal Snorri zprávu, že Sighvat i Sturla padli v bitvě a Reykholt je opět volný. Přes králův zákaz opustil se Skúliho pomocí Norsko a vrátil se na Island.
Na Islandu byl nyní Snorriho největším nepřítelem Gissur Þorvaldsson, jeho bývalý zeť, který již před tím zabil Sighvata a Strula a na němž si norský král vyžádal buď vydání Snorriho do Norska anebo jeho smrt. Gissur volil jistotu: v noci 22. září 1241 Snorriho v Reykholtu se sedmdesáti muži přepadl a dal ho stít ve sklepení jeho vlastního domu.
Poté Gissur během dvaceti let krvavých bojů získal veškerou moc na Islandu, ale za spojenectví s norským králem zaplatil ztrátou samostatnosti Islandu na 682 let (1262–1944).

## Dílo
- Prozaická Edda (též Mladší či Snorriho Edda) – česky jako: Edda a Sága o Ynglinzích. Argo, Praha, 2003. ISBN 80-7203-458-8.
- Heimskringla (Okruh světa) – česky jako: Královské ságy. Albatros, Praha, 1980.
- Sága o Egilovi (Snorriho autorství není jednoznačně prokázáno)

## Jiné
O Snorriho době vypráví dílo Snorriho synovce Sturly Tórdarsona Sága o Islanďanech, jejíž český překlad je obsažen v knize Věk Sturlungů (viz Literatura).